# À Punt Mèdia
À Punt Mèdia (siendo su nombre legal Sociedad Anónima de Medios de Comunicación de la Comunidad Valenciana S. A.) es el grupo de medios de comunicación estatal de la Comunidad Valenciana, la cual dirige la Corporación Valenciana de Medios de Comunicación que ejerce la función de servicio público de radio y televisión públicas. Sus objetivos sociales incluyen la comercialización publicitaria de sus productos o servicios y la formación e investigación audiovisual.

## Historia

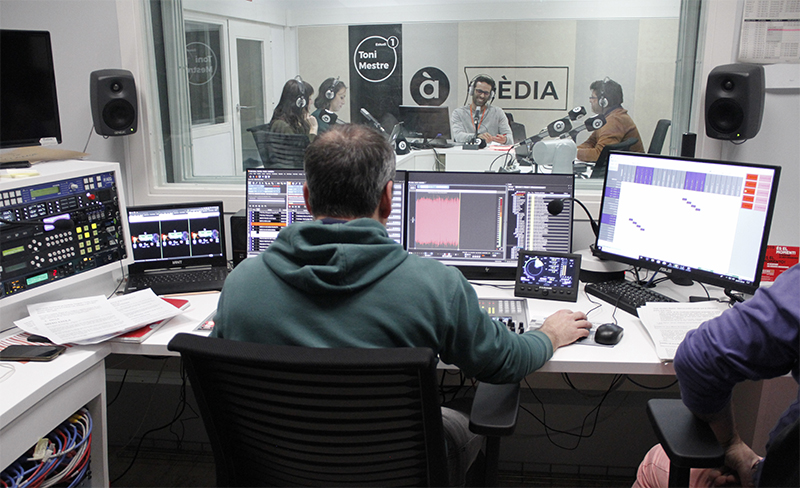
Estudi 1 Toni Mestre de À Punt FM.

Se presentaron más de 800 ofertas de programación y en agosto de 2016 se dio a conocer el contenido seleccionado para los medios. La selección se hizo teniendo en cuenta criterios de interés, originalidad y calidad; el uso del valenciano; que estuviera hecho por valencianos y en la Comunidad Valenciana; y la viabilidad financiera.
El 8 de marzo de 2017, la Generalidad Valenciana publicó una nota de prensa informando de qué era el nombre elegido por el Consejo Rector de la CVMC de las 82 propuestas que los habían llegado. Popularmente, se difundió que el nombre sería à. y à.mèdia pero la directora Empar Marco aclaró que estaba por desplegar y que podía cambiar a lo largo del trabajo de los publicistas. Y así fue, a pesar de que el logotipo solo presenta una à, el nombre se escribe como 'À Punt', 'À Punt FM' o 'À Punt Mèdia'.
La Colla es el nombre del club infantil de los canales de televisión y radio de À Punt Mèdia. Se presentó el 16 de julio de 2017 por primera vez en la carta de valores para los contenidos infantiles y juveniles de la Corporación Valenciana de mediados de Comunicación.
El 11 de diciembre de 2017, empezaron las emisiones de À Punt FM con diez programas que suponen 28 horas de contenidos semanales que se completan con espacios ocupados por música y repeticiones de programas. El magacín Al Ras se retransmite todas las mañanas de lunes a viernes, presentado por Jèssica Crespo donde se trata temas generales. Cada viernes, el espacio sale de Burjasot para grabarse en diferentes pueblos y ciudades. Otro programa 'principal' es Territori Sonor, un magacín musical enfocado a creadores, expertos y oyentes, presentado por Amalia Garrigós, cara y voz principal de la antigua Radiotelevisión Valenciana. También hay programas de periodicidad semanal dedicados al medio ambiente, la gastronomía, los animales, concursos, la literatura y la educación como Animalades, Samaruc Digital, Rosquilletres y Plaerdemavida.
El 18 de diciembre de 2017 se lanzó la web oficial de À Punt Mèdia, donde se pueden escuchar todos los pódcast de los programas emitidos en À Punt FM, se puede consultar la programación, noticias sobre À Punt Mèdia y la sección infantil La Colla.
También el 18 de diciembre se lanzó una campaña de publicidad en diferentes medios de comunicación y en apoyos digitales para dar a conocer el espacio público de comunicación valenciano. Desde días antes, la marca de À Punt ya se pudo ver en vallas publicitarias del territorio saludando las valencianas y valencianos. Desde este mismo día empezó la publicidad en la web y la radio, por el momento solo de la Generalidad Valenciana.

## Actividades

### Televisión
La televisión valenciana dispone de un canal de carácter generalista que emite en abierto por la TDT, a través de las frecuencias por las que emitía anteriormente Canal Nou, así como también por Internet.

### Canales
| Logo | Canal | Formato de imagen | Medio de emisión | Inicio de transmisiones |
| ---- | --- | ----------------- | ---------------- | ----------------------- |
|      | À Punt Canal generalista. | HD                | TDT              | 10 de junio de 2018     |
|      | À Punt INT Canal generalista para el exterior de la Comunidad de Valenciana y el extranjero. (Plataformas de televisión de pago fuera de la Comunidad Valenciana, Sat, internet, Web, App…) | HD                | TDT, web y app   | 10 de junio de 2018     |

### Radio
La radio valenciana se compone de dos emisoras: una generalista, con informativos, entretenimiento, ficción, tertulias y deporte; y otra temática para la música y cultura en valenciano. Emiten a través de las frecuencias por las que retransmitían anteriormente Nou Ràdio y Nou Si Ràdio.

#### Canales
| Logo | Canal                        | Formato de sonido | Medios de emisión         | Inicio de transmisiones |
| ---- | ---------------------------- | ----------------- | ------------------------- | ----------------------- |
|      | À Punt FM Canal generalista. | AAC               | FM, televisión, web y app | 11 de diciembre de 2017 |
| -    | por definir Canal temático.  | -                 | FM, televisión, web y app | -                       |

#### Frecuencias
- Alcoy: 98.7 FM
- Morella: 96.8 FM
- Villafranca del Cid: 101.3 FM
- Villena: 95.0 FM
- Vinaroz: 105.4 FM
- Aitana: 103.0 FM
- Gandía: 103.5 FM
- Valencia: 102.2 FM
- Castelló: 103.7 FM
- Alicante: 103.0 FM
- Castellón: 102.8 FM
- Valencia: 96.6 FM
- Alicante: 96.5 FM
- Alicante: 98.4 FM
- Alicante: 101.2 FM
- Alicante: 103.3 FM
- Alicante: 105.5 FM
- Castellón: 98.6 FM
- Valencia: 100.9 FM
- Valencia: 101.5 FM
- Valencia: 103.5 FM
- Valencia: 105.2 FM

### Multimedia
Los contenidos se emiten también bajo demanda por medio de internet, aplicaciones móviles oficiales y otras plataformas de terceros como YouTube. Los contenidos principalmente son los dirigidos al público infantil y el material transmedia que complementa al contenido emitido por radio.

## Normativa
- Ley 6/2016, de 15 de julio, de la Generalitat, del Servicio Público de Radiodifusión y Televisión de Ámbito Autonómico, de Titularidad de la Generalitat.